# Georges Beaucourt
Georges Beaucourt (15 d'abril de 1912 - 1 de març de 2002) fou un futbolista francès.

## Selecció de França
Va formar part de l'equip francès a la Copa del Món de 1934.